# Ожари
Ожари (пол. Ożary, нім. Hemmersdorf) — село в Польщі, у гміні Каменець-Зомбковицький Зомбковицького повіту Нижньосілезького воєводства. Населення — 589 осіб (2011).
У 1975—1998 роках село належало до Валбжиського воєводства.

## Демографія
Демографічна структура станом на 31 березня 2011 року:
|          | Загалом | Допрацездатний вік | Працездатний вік | Постпрацездатний вік |
| -------- | ------- | ------------------ | ---------------- | -------------------- |
| Чоловіки | 308     | 59                 | 217              | 32                   |
| Жінки    | 281     | 42                 | 180              | 59                   |
| Разом    | 589     | 101                | 397              | 91                   |